# Santa María Magdalena, Zaragoza

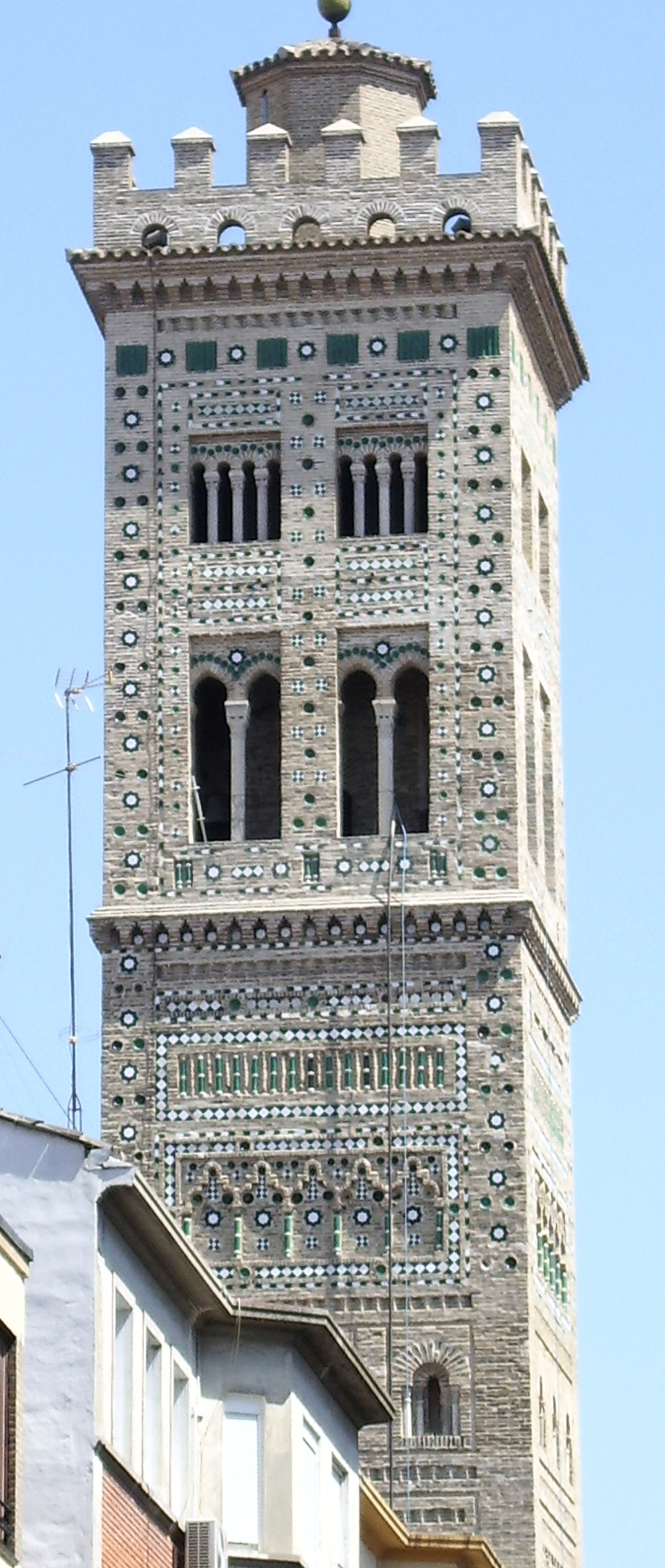
Tháp chuông

Santa María Magdalena là một nhà thờ ở Zaragoza, Tây Ban Nha, được xây dựng vào thế kỷ 14 với kiến trúc Mudéjar.

## Lịch sử
Nhà thờ được đề cập đến đầu tiên năm 1126 là một tòa nhà kiến trúc Roman, và được thay thế hai thế kỷ sau đó bằng cấu trúc xây dựng hiện nay.